# Quetschbeutel

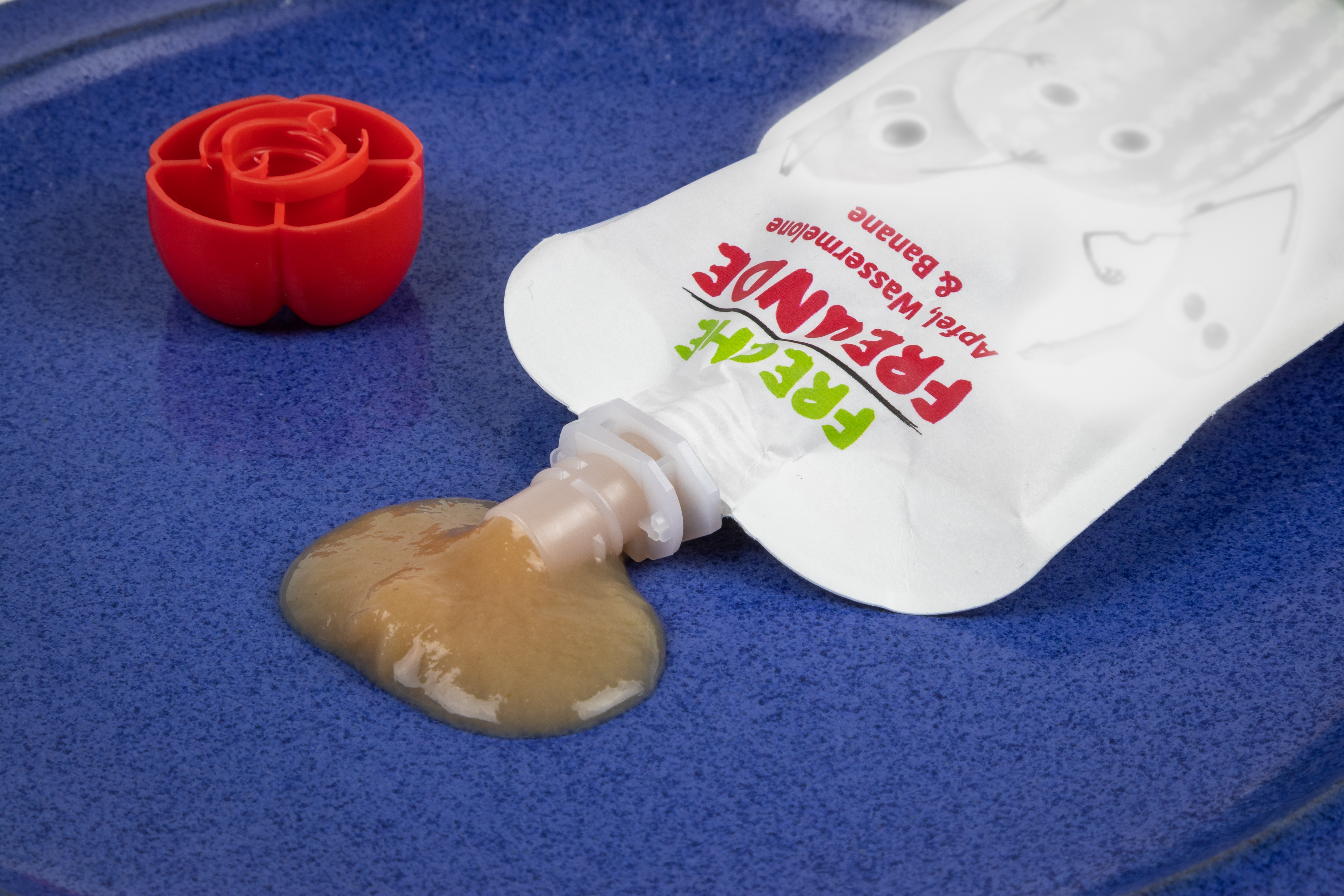
Quetschbeutel mit Mus aus Apfel, Wassermelone und Banane

Als Quetschbeutel oder Quetschie werden weiche Beutel bezeichnet, deren Inhalt zum direkten Verzehr bestimmt ist. Quetschbeutel sind mit Mus oder anderen pastösen Lebensmitteln gefüllt.

## Konzept
Quetschbeutel sind mit Lebensmitteln gefüllte Einwegbehälter, die zur direkten Entleerung in den Mund durch Quetschen mit der Hand und durch Saugen an der Öffnung konzipiert sind.  Die Verschlusskappen sind oft besonders groß, um die Gefahr des Verschluckens zu reduzieren. Sie sind typischerweise mit Fruchtmus gefüllt, es gibt allerdings auch Varianten mit Gemüseanteil, Pudding oder Joghurt. Die Konsistenz des Inhaltes ist typischerweise „halbflüssig.“

### Verbreitung
Der Verkauf von „Beutelprodukten“ nahm laut Marktforschungsinstitut IRI Information Resources im Jahr 2017 gegenüber dem Vorjahr um 23 Prozent zu. In den 12 Monaten vor August 2020 wurde von rund 15 Prozent aller Haushalte wenigstens einmal ein Quetschie gekauft. Der Quartalsumsatz mit Quetschbeuteln stieg von 18,3 Millionen Euro im Jahr 2015 auf 32,9 Millionen Euro im Jahr 2019. Unter den Konsumenten machte im Jahr 2019 die Gruppe der jungen Familien und der jungen Paare mit und ohne Kind mit 75 % die mit Abstand umsatzstärkste Gruppe aus.

### Verpackung
Die verwendeten Quetschbeutel sind meist aus Verbundmaterial, beispielsweise aus PET, Polyethylen und Aluminium, gefertigt. Erst neuere Entwicklungen zielen auf eine Reduzierung der Materialvielfalt bis hin zu einem sortenreinen Verpackungsstoff bzw. Monomaterial ab, wobei auch nachwachsende Rohstoffe eine Rolle spielen könnten. Als sog. Folien-Standbodenbeutel sind diese Einwegverpackungen im Sinne des § 31, Abs. 4, Nr. 6 des Verpackungsgesetzes von der Pfandpflicht ausgenommen.

## Kritik
Quetschbeutel stehen auf Grund verschiedener Aspekte in der Kritik: Primär bezieht sich die Kritik auf die „überwiegend unausgewogene und nicht bedarfsgerechte Nährstoffzusammensetzung“ – den hohen Zuckeranteil – sowie den Verpackungsmüll, der sich durch die kleinen Verbrauchseinheiten ergibt. Die Verbraucherzentrale Niedersachsen bezeichnet sie als „ein weiteres überflüssiges und überteuertes Lebensmittel für Kinder.“ Für den Inhalt werden oft sehr süße Fruchtsorten verwendet, diese sind dann mit Fruchtsaftkonzentraten angereichert. Der Zuckergehalt liegt im Schnitt bei 11 Gramm pro 100 Gramm Produkt. Stiftung Warentest betont, dass Quetschies zwar sehr zuckerhaltig seien, aber der Gehalt sich immerhin nur auf etwa die Hälfte im Vergleich zu Schokoriegeln belaufe. Außerdem könnten Quetschies Kinder an Obst und Gemüse durch „Anfüttern“ heranführen, wenn sie auch keinesfalls als Dauerlösung geeignet seien.
Der Fruchtmus umströmt beim Nuckeln und Saugen bereits die Schneidezähne, Rückstände bleiben zudem länger im Mund als beim Verzehr von Obst – was Karies fördert. Darüber hinaus ist die sensorische Vielfalt beim Konsum eines Quetschbeutels gegenüber dem Konsum eines Stückes Obst enorm reduziert, die ebenfalls reduzierte Beanspruchung der Kaumuskulatur und Mundmotorik könne sich negativ auf den Spracherwerb auswirken. Auch das Erlernen von Essen mit Besteck kann sich verzögern. Zudem sei eine Beeinflussung der Geschmacksprägung von Kindern wahrscheinlich, denn Obst und Gemüse lassen sich im Püree nicht mehr differenziert wahrnehmen.